# Wybory do rad gmin w Czechach w 2010 roku
Wybory samorządowe w Czechach w 2010 roku odbyły się w piątek i sobotę 15 i 16 października 2010. W ich wyniku wyłoniony został skład czeskich rad miejskich, gminnych i dzielnicowych. Głosowanie zostało rozpisane 18 czerwca 2010 przez prezydenta Václava Klausa. O mandaty ubiegali się przedstawiciele czeskich partii politycznych oraz kandydaci niezależni. W wyborach wystartowali również reprezentanci polskiej mniejszości narodowej na Zaolziu, zarówno z ramienia "Wspólnoty", jak i list ugrupowań czeskich. 

## Wyniki
Rządząca Obywatelska Partia Demokratyczna poniosła klęskę w Pradze i innych dużych miastach. W stolicy straciła ponad 30% wyborców w relacji do wyborów 2006 roku. Praskie wybory wygrała TOP 09, uzyskując 30,26%  i 26 mandatów, do rady miejskiej dostali się również ODS – 23,1% (20 mandatów), socjaldemokracja – 17,85% (14 mandatów) i komuniści – 6,82% (3 mandaty). Sprawy Publiczne oraz koalicja Partii Zielonych i SNK Europejskich Demokratów przekroczyły 5% poparcia, jednak nie uzyskały mandatów. W Brnie wygrała socjaldemokracja, uzyskując 30,41% głosów i 19 mandatów, przed ODS (21,96% i 14 mandatów), TOP 09 (14,15% i 9 mandatów), chrześcijańską demokracją (9,18% i 6 mandatów), komunistami (7,40%), Partią Zielonych (5,66% i 3 mandaty). Socjaldemokracja zapowiedziała, że będzie dążyć do utworzenia koalicji z ODS. W Ostrawie triumfowała ČSSD (32,12%), która będzie reprezentowana w radzie miejskiej przez 21 radnych, na kolejnych miejscach znaleźli się ODS (18,48% i 12 mandatów), ruch polityczny "Ostravak" (15,97% i 10 mandátów), KSČM (12,74% i 8 mandatów) oraz TOP 09 (6,52% i 4 mandaty). W Pilźnie zremisowały ze sobą ODS i socjaldemokracja (odpowiednio: 24,85% głosów i 23,81%), uzyskując w radzie po 14 mandatów. Do rady weszło jeszcze TOP 09 z poparciem 12,31% i 7 mandatami, komuniści (9,70% i 5 mandatów), a także Občané.cz (9,06% i 5 mandatów) i "Pravá volba pro Plzeň" (5,04% głosów i 2 mandaty). W Czeskich Budziejowicach miejsca w radzie rozdzielili wyborcy między ruch "Občané pro Budějovice" (15 mandatów), ČSSD (10 mandatów), ODS (8 mandatów), KSČM i TOP 09 (po 6 mandatów). W Pardubicach triumfowała lewica (22,19% głosów i 11 mandatów), przed "Sdružení pro Pardubice" (SPP; 20.09% i 9 mandatów), ODS (15.60% i 7 mandatów) i ugrupowaniem "Pardubáci  (Česká str. regionů)" (10,36% i 5 mandatów). Do rady weszli jeszcze komuniści (9,90% i 4 mandaty) oraz koalicja TOP 09 i niezależnych (7,36% i 3 mandaty). W Ołomuńcu wygrała socjaldemokracja z poparciem 28,7% wyborców i 17 mandatami w radzie, ODS uzyskła 24% głosów i 14 mandatów, TOP 09 – 14,8% głosów i 6 mandatów, komuniści 10,1% i 5 mandatów, zaś KDU-ČSL 7,5% i 3 miejsca. 
Wybory przeprowadzono również na terenach zamieszkanych przez mniejszość polską. W Karwinie socjaldemokracja zdobyła 50,31% głosów i 24 mandatów. W radzie będą reprezentowani również komuniści – 10, ODS – 5 i ruch "Naše Karvinsko" – 2. W Czeskim Cieszynie pierwsze miejsce zajęli socjaldemokraci (21,93% i 7 mandatów), następne zaś "SOS pro Český Těšín" – 19,14% i chadecja – 18,65% (oba ugrupowania po 6 mandatów), ODS – 14,45%  i 5 mandatów, komuniści – 7,44% i 2 mandaty, niezależni – 5,66% i 1 mandat. W Trzyńcu "Coexistentia" uzyskała 11% głosów (4 mandatów), w Jabłonkowie 6% (1 mandat), a w Wędryni 31,5% (6 mandatów). W Cierlicku ruch będzie reprezentować jednak polska radna (drugi mandat zdobył Wawrzyniec Fójcik z listy niezależnych). W Suchej Górnej startująca z różnych list mniejszość polska otrzymała 7 z 15 mandatów. W Stonawie do rady wejdzie trzech przedstawicieli Polaków, w Orłowej zaś Bogusław Chwajol z listy SNK – Europejskich Demokratów. 
Frekwencja wyniosła 47,3%, w Pradze zaś 44,43% (w 2006: 42,2%).